# Jun-Ichi Igusa
Jun-Ichi Igusa (jap. 井草 準一, Igusa Jun’ichi; * 30. Januar 1924 in Maebashi, Präfektur Gunma, Japan; † 24. November 2013 in Baltimore, Maryland) war ein japanischer Mathematiker, der sich mit algebraischer Geometrie und Zahlentheorie beschäftigte.

## Leben
Igusa studierte an der Universität Tokio (Bachelor-Abschluss 1945) und wurde 1953 in Kyōto promoviert. 1947/48 war er am Institute for Statistical Science, 1948/49 Assistenzprofessor an der Pädagogischen Universität Tokio und 1949 bis 1953 an der Universität Kyoto. 1953 bis 1955 war er Research Associate an der Harvard University. 1955 wurde er Assistant Professor an der Johns Hopkins University wurde, wo damals schon Wei-Liang Chow war. 1958 wurde er Sloan Research Fellow. Ab 1981 war er an der Johns Hopkins University Direktor des japanisch-US-amerikanischen Mathematik-Instituts, das den Austausch von Wissenschaftlern zwischen beiden Ländern auf förderte. Im selben Jahr erhielt er dort eine volle Professur. 
1959/60 und 1970/71 war er am Institute for Advanced Study. 1981/82 war er Gastprofessor in Harvard, 1964 am IHES und 1978 am Tata Institute in Bombay.
Igusa beschäftigte sich unter anderem mit der Theorie der Thetafunktionen und Modulfunktionen. 1952 konstruierte er die Picard-Varietäten zu algebraischen Varietäten (zur gleichen Zeit auch von T. Matsusaka, Wei-Liang Chow und André Weil behandelt) und untersuchte sie auch in positiver Charakteristik, wobei er Pathologien fand. Lokale {\displaystyle p}-adische Zetafunktionen, die er in den 1980er Jahren untersuchte, sind nach ihm benannt.
Igusa war lange Herausgeber des American Journal of Mathematics.
2005 erhielt er den Orden des Heiligen Schatzes. 1962 war er Invited Speaker auf dem Internationalen Mathematikerkongress in Stockholm (Structure theorems for modular varieties). Er war Fellow der American Mathematical Society.
Er war seit 1948 verheiratet und hatte drei Kinder.

## Schriften
- Theta Functions. Grundlehren der Mathematischen Wissenschaften, Springer-Verlag, 1972
- An Introduction to the theory of Local Zeta Functions. AMS 2000.
- Problems on Abelian functions at the time of Poincaré and some at present. BAMS 1982.
- A Desingularization Problem in the Theory of Siegel Modular Functions. Mathematische Annalen 1967.